# Zbornik Nikše Ranjine
Zbornik Nikše Ranjine ili Ranjinin zbornik, ponekad nazivan i Dubrovački kanconijer, najstariji je lirski zbornik hrvatske svjetovne lirike. Zapisivač je zbornika dubrovački plemić Nikša Ranjina, koji je još u djetinjstvu počeo skupljati i zapisivati pjesme (g. 1507. počeo ih je zapisivati, a ne zna se kada je prepisivanje završio). Pjesme u Zborniku mahom su ljubavne tematike, a autori su im Šiško Menčetić, Džore Držić, Marin Krističević,Tomislav Bogdan. 2003. Mato Hispani i drugi, danas nepoznati pjesnici. Ljubav se u zborniku opisuje i o njoj se pjeva, ne toliko kao o intimnoj stvari pjesničkog subjekta, nego pretežno kao svojevrsna društvena igra koja podliježe propisanim oblicima ophođenja. Nižu se u tim pjesmama razne faze i razni oblici ljubavnog ophođenja: udvaranje, izjava ljubavi, molba da se ljubav uzvrati, veličanje tjelesne i duhovne ljepote drage, vile gospoje, bol zbog neuzvraćene ljubavi i slično, a kao adresati, objekti pjesničkih poruka pojavljuju se vile, diklice i gospoje, Amor, božansko biće, ali i razni predmeti i pojave. U književnopovijesnom smislu Zbornik je sinteza raznih i raznorodnih književnih utjecaja i poticaja, od onih trubadursko-viteških, talijanskih srednjovjekovnih pa do Petrarce i raznih inačica petrarkizma i petrarkiranja. Ponekad se ističu i veze s narodnom, folklornom hrvatskom lirikom, premda je o tome teško preciznije suditi jer zapisa hrvatske folklorne lirike iz tog doba ne posjedujemo.

## Vanjske poveznice
- Pjesme Šiška Menčetića Vlahovića i Gjore Držića, digitalizirano prvo izdanje Zbornika Nikše Ranjine u Digitalnoj zbirci i katalogu HAZU-a